# フレデリク4世 (デンマーク王)
フレデリク4世（丁: Frederik IV、1671年10月11日 - 1730年10月12日）は、デンマーク＝ノルウェーの国王（在位：1699年 - 1730年）。父はクリスチャン5世、母は王妃シャルロッテ・アマーリエでスウェーデン国王カール12世、ザクセン選帝侯兼ポーランド国王アウグスト2世とシュレースヴィヒ＝ホルシュタイン公フレデリク4世は従兄弟に当たる。

## 生涯
治世の大半はスウェーデンとの大北方戦争（1700年 - 1721年）の時代であった。即位した1699年にポーランド国王アウグスト2世、ロシアのツァーリ・ピョートル1世と反スウェーデン同盟を結び、デンマークはスウェーデンと同盟を結んでいるシュレースヴィヒ＝ホルシュタイン公国を攻撃する事となった。しかし、1700年初頭の短期参戦はイングランド・オランダがスウェーデンに肩入れして、西方海軍によるスウェーデンの侵略と脅迫でコペンハーゲンを急襲されあっけなく終わった（トラヴェンタール条約）。この後、デンマークは戦争に対して中立化の立場が取られていたがロシアからの使節の要求により再び参戦に転じる事となった。
1709年にデンマークは再び大北方戦争に参戦、スウェーデン軍はポルタヴァの戦いでロシア軍の前に壊滅に帰したことを好機と見たフレデリク4世は翌1710年、カール12世不在のスウェーデンに侵攻を試み、かつての領土であったスコーネに上陸した。しかしヘルシンボリの戦いでマグヌス・ステンボック将軍に大敗を喫し、以降、デンマークはスウェーデンに挑戦する力を失ってしまう。スコーネへの侵攻はこれが最後となった。
フレデリク4世はスウェーデンのドイツ領侵略に変更、1712年のガーデブッシュの戦いにおいてデンマーク軍を指揮したがステンボックに再び敗北、スウェーデン侮り難しの印象を受ける事となった。1713年のテンニング包囲戦でステンボックを降伏させたが、1716年にはエーレスンド海峡が氷結しスウェーデンによる氷上侵攻の脅威にさらされ、ノルウェー侵攻も受けたが、カール12世の死によって救われた。デンマークは戦勝国側についたが、南スウェーデンの失地回復に失敗し、戦勝国の一員に加わる事が出来なかった（ストックホルム条約）。もっとも、スウェーデンとホルシュタイン＝ゴットルプ家との同盟が終了した事で、デンマークはスウェーデンの脅威から脱し得たと言える。
最も重要な結果はシュレースヴィヒ公国内のゴットルプ公領の滅亡であった。以後、公国はデンマークの宗主下に置かれるが、ホルシュタイン＝ゴットルプ家を通じてロシア帝国の影響も受ける様になるのである。幸運だったのは、シュレースヴィヒ＝ホルシュタイン公国から、1714年にヘルゴランド島を獲得し、戦争終結後にスウェーデンがエーレスンド海峡の通行税の負担を申し出たことで、フレデリク4世の体面だけは保てたと言える（フレデリクスボー条約）。これによってデンマークは国力を維持させることに成功した。
戦後の歳月の間に、貿易と文化は興隆した。デンマークに劇場が創られ、偉大な演劇家ルズヴィ・ホルベアはそのキャリアを始めた。グリーンランドの再植民地化もまた宣教師ハンス・エゲデによって始められた。政治的にはこの時代は、フレデリク4世の2番目の王妃アンナ・ソフィーエの親戚、ホルシュタイン＝レーフェントロー家とのつながりと古い貴族達全員に対する疑惑の増大によって特筆される。アンナの親戚を登用したことにより貴族の反発を呼び、息子のクリスチャン6世とも不仲になっていったのである。
フレデリク4世は責任感があり勤勉な人物と考えられており、しばしばデンマークの絶対君主の中では最も知性があると指摘されるが、彼は大臣たちの独立を維持する能力を有しているようであった。学術的知識への興味はまったくないにも拘わらず、彼は文化の導入、特に芸術と建築には熱心な人物であった。しかし、享楽、漁色という欠点も持ち合わせていて（フレデリク4世はデンマークの歴代君主で唯一2度重婚をした人物として知られる）、重婚と側近登用は派閥抗争が生じる事態となった。
国内改革では敬虔主義をデンマークに広めたり、王立学校を創設して教育を普及させたりしたが、最も重要な改革は「フェルントシップ」（デンマーク語: vornedskab）と呼ばれる中世末期にシェラン島の小作農に転落した一種の農奴制を1702年に廃止したことである。しかし全てが、1733年の農奴法の導入ゆえに無駄になった。また、1711年にコペンハーゲンにペストが流行している。
晩年は弱まった健康と1728年のコペンハーゲン大火で信仰に縋るようになり、敬虔主義に救いを求めながら1730年に59歳で死去、ロスキルデ大聖堂に葬られた。後を継いだクリスチャン6世も敬虔主義を奉じるようになる。

## 結婚と子女
フレゼリク4世はメクレンブルク＝ギュストロー公グスタフ・アドルフの娘ルイーゼと1695年12月5日に結婚し、クリスチャン6世を含む5人の父親となった。しかしフレゼリク4世はルイーゼが存命中にもかかわらず平気で2度も重婚を犯した。まず1703年に女官のエリーザベト・ヘレーネ・フォン・フィエレッグと重婚したが、翌1704年にエリーザベトは出産時に死んでいる。その後、19歳の貴族の娘アンナ・ソフィーエ・レーヴェントローを彼女の実家から連れ出し、1712年に彼女と2度目の重婚をした。ルイーゼ王妃が1721年に死ぬと、フレゼリク4世はアンナを王妃とした。
最初の王妃ルイーゼとの間には5人の子供をもうけ、うち2人が成人した。
- クリスチャン（1697年 - 1698年）
- クリスチャン6世（1699年 - 1746年）
- フレゼリク・カール（1701年 - 1702年）
- ヨーエン（1703年 - 1704年）
- シャルロッテ・アマーリエ（1706年 - 1782年）

最初の重婚相手のエリーザベト・ヘレーネ・フォン・フィエレッグとの間には息子を一人もうけたが、夭折した。
- フレゼリク・ギルデンレーヴェ（1704年 - 1705年）

2度目の王妃アンナ・ソフィーエ・レーヴェントローとの間には3人の子女をもうけたが、いずれも夭折した。
- クリスティアーナ・アマーリア（1723年 - 1724年）
- フレゼリク・クリスチャン（1726年 - 1727年）
- カール（1728年 - 1729年）